# Gabino Arregui
Gabino Arregui (Buenos Aires, 7 novembre 1914 – Buenos Aires, 19 maggio 1991) è stato un calciatore argentino.

## Carriera
Punta mancina molto rapida che ha passato tutta la carriera con il Gimnasia La Plata. Con la Nazionale argentina ha vinto una Coppa America 1941.

## Palmarès

### Nazionale
- Coppa America: 1  (1941)